# Atletica leggera ai Giochi della XXII Olimpiade - Maratona

Video della gara

La maratona ha fatto parte del programma maschile di atletica leggera ai Giochi della XXII Olimpiade. La competizione si è svolta il 1º agosto 1980 nella città di Mosca, con arrivo nello Stadio olimpico.

## Presenze ed assenze dei campioni in carica
| Competizione      | Atleta              | Prestazione | Mosca 1980        |
| ----------------- | ------------------- | ----------- | ----------------- |
| Olimpiadi 1976    | Waldemar Cierpinski | 2h09'55”0   | Presente          |
| Africani 1978     | Richard Mabuza      | 2h21'53”    | Swaziland assente |
| Commonwealth 1978 | Gidamis Shahanga    | 2h15'40”    | Presente          |
| Europei 1978      | Leonid Moseev       | 2h11'57”5   | Presente          |
| Asiatici 1978     | Mineteru Sakamoto   | 2h15'29”7   | Giappone assente  |
| Panamericani 1979 | Radamés González    | 2h24'09”    | Presente          |

1. ↑  Per il boicottaggio.
2. ↑  Per il boicottaggio.

## La gara
La gara ha un epilogo insolito in quanto il tedesco orientale Cierpinski (campione uscente) supera l'olandese Nijboer nel giro di pista finale. A poca distanza dai primi due giunge il sovietico Dzhumanasarov. I tre sono raccolti in un fazzoletto di 32 secondi.

## Ordine d’arrivo
| Pos.    | Atleta                  | Nazione          | Tempo       |
| ------- | ----------------------- | ---------------- | ----------- |
| Oro     | Waldemar Cierpinski     | Germania Est     | 2 h 11' 03" |
| Argento | Gerard Nijboer          | Paesi Bassi      | 2 h 11' 20" |
| Bronzo  | Satymkul Džumanazarov   | Unione Sovietica | 2 h 11' 35" |
| 4       | Vladimir Kotov          | Unione Sovietica | 2 h 12' 05" |
| 5       | Leonid Moseev           | Unione Sovietica | 2 h 12' 14" |
| 6       | Rodolfo Gómez           | Messico          | 2 h 12' 39" |
| 7       | Dereje Nedi             | Etiopia          | 2 h 12' 44" |
| 8       | Massimo Magnani         | Italia           | 2 h 13' 12" |
| 9       | Karel Lismont           | Belgio           | 2 h 13' 27" |
| 10      | Robert de Castella      | Australia        | 2 h 14' 31" |
| 11      | Joachim Truppel         | Germania Est     | 2 h 14' 55" |
| 12      | Ferenc Szekeres         | Ungheria         | 2 h 15' 18" |
| 13      | Mark Smet               | Belgio           | 2 h 16' 00" |
| 14      | Emmanuel Ndiemandoi     | Tanzania         | 2 h 16' 47" |
| 15      | Gidamis Shahanga        | Tanzania         | 2 h 16' 47" |
| 16      | Anacleto Pinto          | Portogallo       | 2 h 17' 04" |
| 17      | Domingo Tibaduiza       | Colombia         | 2 h 17' 06" |
| 18      | Rik Schoofs             | Belgio           | 2 h 17' 28" |
| 19      | Kjell-Erik Ståhl        | Svezia           | 2 h 17' 44" |
| 20      | Michael Koussis         | Grecia           | 2 h 18' 02" |
| 21      | Jürgen Eberding         | Germania Est     | 2 h 18' 04" |
| 22      | Eleuterio Antón         | Spagna           | 2 h 18' 16" |
| 23      | Leodigard Martin        | Tanzania         | 2 h 18' 21" |
| 24      | Moges Alemayehu         | Etiopia          | 2 h 18' 40" |
| 25      | Jules Randrianari       | Madagascar       | 2 h 19' 23" |
| 26      | Zbigniew Pierzynka      | Polonia          | 2 h 20' 03" |
| 27      | Koh Chun-Son            | Corea del Nord   | 2 h 20' 08" |
| 28      | Christopher Wardlaw     | Australia        | 2 h 20' 42" |
| 29      | Li Jong-Hyong           | Corea del Nord   | 2 h 21' 10" |
| 30      | Tommy Persson           | Svezia           | 2 h 21' 11" |
| 31      | Hari Chand              | India            | 2 h 22' 08" |
| 32      | Håkan Spik              | Finlandia        | 2 h 22' 24" |
| 33      | Choe Chang-Sop          | Corea del Nord   | 2 h 22' 42" |
| 34      | Luis Barbosa            | Colombia         | 2 h 22' 58" |
| 35      | Marco Marchei           | Italia           | 2 h 23' 21" |
| 36      | Vincent Rakabaele       | Lesotho          | 2 h 23' 29" |
| 37      | Baikuntha Manandhar     | Nepal            | 2 h 23' 51" |
| 38      | Dick Hooper             | Irlanda          | 2 h 23' 53" |
| 39      | Josef Steiner           | Austria          | 2 h 24' 24" |
| 40      | Josef Peter             | Svizzera         | 2 h 24' 53" |
| 41      | Cor Vriend              | Paesi Bassi      | 2 h 26' 41" |
| 42      | Pat Hooper              | Irlanda          | 2 h 30' 28" |
| 43      | Buumba Halwand          | Zambia           | 2 h 36' 51" |
| 44      | Esa Shetewi             | Libia            | 2 h 38' 01" |
| 45      | Mukundahari Shrestha    | Nepal            | 2 h 38' 52" |
| 46      | Baba Ibrahim Suma-Keita | Sierra Leone     | 2 h 41' 20" |
| 47      | Soe Khin                | Birmania         | 2 h 41' 41" |
| 48      | Damiano Musonda         | Zambia           | 2 h 42' 11" |
| 49      | Enemri El-Marghani      | Libia            | 2 h 42' 27" |
| 50      | Quyen Nguyen            | Vietnam          | 2 h 44' 37" |
| 51      | Tapfumaneyi Jonga       | Zimbabwe         | 2 h 47' 17" |
| 52      | Emmanuel Mpioh          | Rep. del Congo   | 2 h 48' 17" |
| 53      | Abel Nkhoma             | Zimbabwe         | 2 h 53' 35" |
| —       | Shivnath Singh          | India            | Rit.        |
| —       | Ryszard Marczak         | Polonia          | Rit.        |
| —       | Andrzej Sajkowski       | Polonia          | Rit.        |
| —       | Vlastimil Zwiefelhofer  | Cecoslovacchia   | Rit.        |
| —       | Radamés González        | Cuba             | Rit.        |
| —       | David Black             | Gran Bretagna    | Rit.        |
| —       | Bernard Ford            | Gran Bretagna    | Rit.        |
| —       | Lasse Virén             | Finlandia        | Rit.        |
| —       | Jean-Michel Charbonnel  | Francia          | Rit.        |
| —       | Albert Marie            | Seychelles       | Rit.        |
| —       | Abdelmadjid Mada        | Algeria          | Rit.        |
| —       | Gerard Barrett          | Australia        | Rit.        |
| —       | Göran Högberg           | Svezia           | Rit.        |
| —       | Josef Jánský            | Cecoslovacchia   | Rit.        |
| —       | Nabil Chouéry           | Libano           | Rit.        |
| —       | Ian Thompson            | Gran Bretagna    | Rit.        |
| —       | Jouni Kortelainen       | Finlandia        | Rit.        |
| —       | Patrick Chiwala         | Zambia           | Rit.        |
| —       | Kebede Balcha           | Etiopia          | Rit.        |
| —       | Jorn Lauenborg          | Danimarca        | Rit.        |
| —       | Kenneth Hlasa           | Lesotho          | Rit.        |
| —       | Laswell Ngoma           | Zimbabwe         | NP          |
| —       | John Treacy             | Irlanda          | NP          |